# 布扬西
布扬西（法語：Bouillancy，法語發音：[bujɑ̃si]）是法国瓦兹省的一个市镇，位于该省东南部，属于桑利斯区。

## 地理
布扬西（49°6'45"N, 2°55'2"E）面积13.59 平方千米，位于法国上法蘭西大區瓦兹省，该省份为法国北部内陆省份，北起索姆省，西接厄尔省和滨海塞纳省，南至塞纳-马恩省和瓦兹河谷省，东临埃纳省。
与布扬西接壤的市镇（或旧市镇、城区）包括：米尔蒂安地区阿西、布雷日、谢夫勒维尔、雷-福斯马丹、维莱圣热内。

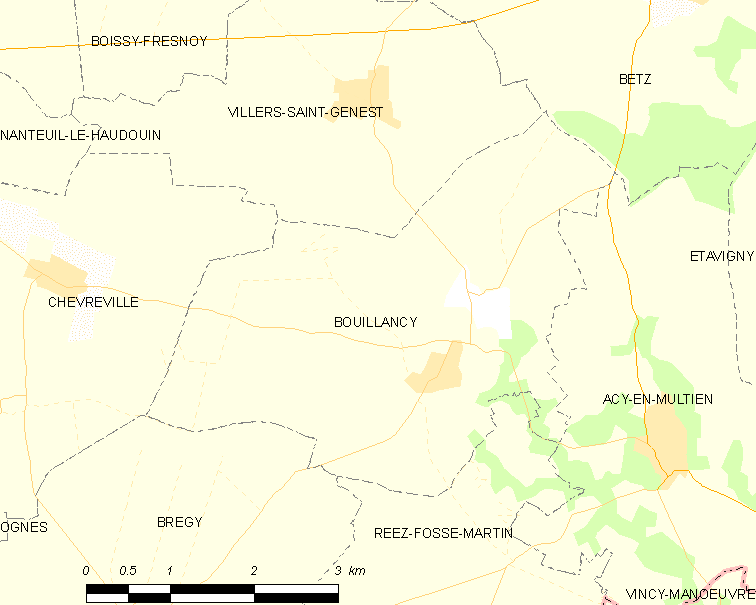
布扬西的OSM定位图

布扬西的时区为UTC+01:00、UTC+02:00（夏令时）。

## 行政
布扬西的邮政编码为60620，INSEE市镇编码为60091。

## 政治
布扬西所属的省级选区为楠特伊勒欧杜安县。

## 人口

1962-2008年间布扬西人口变化图示

布扬西于2022年1月1日时的人口数量为425人。